# Léopold Standaert
Leopoldus Eduardus Maria Standaert, conocido como Léopold Standaert, fue un deportista belga que compitió en vela en la clase 8 Metre. Participó en dos Juegos Olímpicos de Verano en los años 1920 y 1924, obteniendo una medalla de bronce en Amberes 1920 en la clase 8 Metre.

## Palmarés internacional
| Juegos Olímpicos | Juegos Olímpicos  | Juegos Olímpicos  | Juegos Olímpicos       |
| Año              | Lugar             | Medalla           | Clase                  |
| ---------------- | ----------------- | ----------------- | ---------------------- |
| 1920             | Amberes (Bélgica) | Medalla de bronce | 8 Metre (sistema 1919) |